# Аргумент від помилки
Аргумент від помилки — це формальна помилка аналізу, аргументування тим, що, оскільки аргументація опонента містить помилку, висновок повинен бути хибним. Його також називають аргументом до логіки (argumentum ad logicam), помилковістю помилки, помилкою того, який помиляється, та помилкою поганих причин.

## Форма
Він має загальну форму аргументу:
Якщо P, то Q.
P — хибний аргумент.
Отже, Q є хибним.
Таким чином, це окремий випадок заперечення антецедента, коли антецедент, а не хибне висловлювання, є цілий аргумент є помилковим. Хибний аргумент, як і хибний антецедент, все ще може мати наслідок, який виявляється істинним. Помилка полягає у висновку, що наслідок помилкового аргументу має бути хибним.
Те, що аргумент помилковий, означає лише те, що аргумент не може довести його наслідок. Але показ того, як один аргумент у складній тезі помилково аргументований, не обов’язково скасовує його висновок, якщо цей висновок не залежить від помилки.

## Приклади
Том: Усі коти тварини. Джинджер — тварина. Тому Джинджер – це кіт.
Бен: Ви щойно помилково зробили підтвердження наслідком. Ви неправі. Тому Джинджер не кіт.
Том: Я розмовляю англійською. Тому я англієць.
Бен: Американці та канадці, серед інших, також розмовляють англійською. Припускаючи, що розмовляти англійською та бути англійцем завжди йдуть разом, ви щойно припустилися помилки оптової угоди. Ви неправі. Отже, ви не англієць.
Обидва спростування Бена — це аргументи від помилки. Джинджер може бути котом або не бути, а Том може бути англійцем або не бути. Той факт, що аргумент Тома був помилковим, сам по собі не є доказом хибності його висновку.
Джо: Аргумент Бена, що Джинджер не кіт, є помилковим. Тому Джинджер неодмінно має бути котом.
Те, що можна посилатися на аргумент з помилки проти позиції, також не доводить власну позицію, оскільки це також буде аргументом з помилки, як у аргументації Джо.

## Далі
«Argumentum ad logicam» можна використовувати як «ad hominem»: оскаржуючи достовірність або добросовісність опонента, його можна використовувати, щоб схилити аудиторію, атакуючи оратора, а не шляхом спростування аргументу оратора.
Вільям Ликан визначає аргумент від помилки як помилку «приписування помилковості погляду, з яким хтось не згоден, але не роблячи нічого, щоб показати, що ця точка зору спирається на будь-яку помилку міркування». На відміну від звичайних хибних помилок, які обґрунтовують  хибність висновку через помилковість аргументу, той тип аргументу, який має на увазі Ликан, розглядає помилковість іншого аргументу як очевидну без попередньої демонстрації наявності будь-якої помилки. Таким чином, у деяких контекстах це може бути формою звернення до запитання, і це також окремий випадок ad lapidem.